# تاریخ یهودیان در گرجستان
یهودیان گرجی (گرجی: ქართველი ებრაელები) جامعه‌ای از یهودیان هستند که در طی اسارت بابل در قرن ۶ قبل از میلاد به گرجستان مهاجرت کردند. این جامعه یکی از قدیمی‌ترین جوامع در آن سرزمین است.
پیش از فتح گرجستان به امپراتوری روسیه در سال ۱۸۰۱، تاریخ ۲٬۶۰۰ ساله یهودیان گرجستان تقریباً با عدم وجود یهود ستیزی و یکسان‌سازی قابل مشاهده در زبان و فرهنگ گرجی همراه بود. یهودیان گرجی از نظر قومی و فرهنگی از یهودیان کوهستانی همسایه متمایز شناخته می‌شدند. آنها همچنین به‌طور سنتی یک گروه کاملاً جدا از یهودیان اشکنازی در گرجستان بودند که پس از الحاق روسیه به گرجستان وارد این کشور شدند.
در نتیجه یک موج بزرگ مهاجرت در دهه ۱۹۹۰، بسیاری از یهودیان گرجی قریب به اتفاق هم‌اکنون در اسرائیل زندگی می‌کنند و بزرگ‌ترین جامعه جهانی آنها در شهر اشدود زندگی می‌کنند.

## تاریخ
یهودیان گرجی به‌طور سنتی، نه تنها از مردم گرجستان و اطراف، بلکه همچنین از یهودیان اشکنازی در تفلیس، که شیوه‌ها و زبان مختلفی داشتند، جداگانه زندگی می‌کردند.
این جامعه که در دهه ۷۰ میلادی حدود ۸۰٬۰۰۰ نفر بوده است، و عمدتاً آنها به اسرائیل، ایالات متحده، روسیه و بلژیک (در آنتورپ) مهاجرت کرده‌اند. در سال ۲۰۰۴، فقط حدود ۱۳۰۰۰ یهودی گرجی در گرجستان باقی مانده بود. طبق اولین سرشماری عمومی ۲۰۰۲ گرجستان، ۳۵۴۱ نفر از آیین یهود در این کشور زندگی می‌کنند. به عنوان مثال، شاخه لزگیشویلی یهودیان گرجی خانواده‌هایی در اسرائیل، مسکو، باکو، دوسلدورف و کلیولند، اوهایو دارند. چند صد خانواده یهودی گرجی در منطقه ایالت نیویورک، به ویژه در شهر نیویورک و لانگ آیلند زندگی می‌کنند.

### ریشه‌ها
یهودی گرجی یکی از قدیمی‌ترین جوامع یهودی باقی مانده در جهان هستند. یهودیان گرجستان تقریباً ۲۶۰۰ سال سابقه در کلشیس دارند. منشأ یهودیان گرجی، که به آنها گورجیم یا kartveli ebraelebi نیز گفته می‌شود، مورد بحث است. مشهورترین دیدگاه این است که اولین یهودیان پس از تسخیر بیت‌المقدس توسط نبوکدنصر در سال ۵۸۶ پیش از میلاد و تبعید در بابل راهی جنوب گرجستان شدند. این ادعا توسط گزارش تاریخی قرون وسطایی گرجستان توسط لئونتی مرولی پشتیبانی می‌شود.
منابع گرجی همچنین به ورود اولین یهودیان از امپراتوری بیزانس به قرن ۶ میلادی از امپراتوری بیزانس به گرجستان غربی اشاره دارند. تقریباً ۳۰۰۰ نفر از یهودیان برای فرار از آزار و اذیت شدید بیزانس به گرجستان شرقی که در آن زمان تحت کنترل پارسیان بود، فرار کردند. وجود یهودیان در این مناطق در این دوره با شواهد باستان‌شناسی اثبات می‌شود، که نشان می‌دهد یهودیان در متسختا، پایتخت باستانی ایالت ایبریا-کارتلی در گرجستان شرقی زندگی می‌کردند.
یهودیان به زبان گرجی صحبت می‌کردند و بعدها تاجران یهودی گویشی به نام کیورولی یا یهودی-گرجی ایجاد کردند که شامل تعدادی واژه عبری بود.
در نیمه دوم سده ۷ میلادی، امپراتوری مسلمانان قلمرو وسیع گرجستان را که به یک استان خلافت تبدیل شد، تسخیر کرد. امیران عرب نزدیک به ۵۰۰ سال، تا سال ۱۱۲۲ در تفلیس و پایتخت گرجستان حکومت کردند.
مطالعات ژنتیکی انجام شده بر روی یهودیان گرجستان به عنوان بخشی از یک بررسی گسترده‌تر، نشان داد که ارتباط ژنتیکی نزدیک با یهودیان دیگر، و به ویژه با یهودیان عراق و ایران وجود دارد. به نظر می‌رسید که این امر روایت‌های تاریخی مهاجرت یهودیان از ایران به گرجستان را ثابت می‌کند.

### سده‌های میانه
اسناد زیادی در مورد یهودیان گرجستان تحت سلطه عرب وجود ندارد. در اواخر سده ۹، ابوعمران موسی الضعفرانی (بعداً به ابوعمران التفلیسی معروف شد) فرقه یهودی قرائیم را به نام فرقه تفلیس ("تفلیسی ها") تأسیس کرد که بیش از ۳۰۰ سال ادامه داشت. این فرقه نمایانگر بیشتر یهودیان گرجی نبود که با حفظ روابط دینی قوی با بغداد و دیگر یهودیان عراق به یهودیت سنتی خاخام پایبند بودند. ماهیت احترام یهودی گرجی به قوانین خاخام نیز توسط بنیامین از تودلا و آبراهام بن دیوید (همچنین به RABAD یا RAVAD معروف است) نیز مورد توجه قرار گرفت.
مغولان در سال ۱۲۳۶ گرجستان را درنوردیدند و همین امر باعث شد بسیاری از یهودیان گرجستان شرقی و جنوبی به منطقه غربی گرجستان بروند و این مناطق مستقل باقی ماندند. آنها در آنجا جوامع کوچکی را در امتداد دریای سیاه تشکیل دادند و سرانجام فقر آنها را مجبور به بردگی کرد. به مدت ۵۰۰ سال، از اواخر قرن ۱۴، یهودیان گرجستان متعلق به گروه کامانی یا رعیت، تحت نخبگان گرجی بودند.
وضعیت آنها در سده‌های ۱۵ و ۱۶ میلادی به دلیل درگیریهای مداوم نظامی و حمله تیمور، امپراتوری عثمانی و دودمان صفویان بدتر شد. در پایان سده پانزدهم، گرجستان به سه پادشاهی جداگانه و پنج قلمرو فئودالی تقسیم شده بود. رعیت یهودی به عنوان خانواده یا افراد از استاد به استاد دیگر به عنوان بدهی یا هدیه فروخته می‌شدند. جوامع یهودی از هم پاشیده شد و حفظ زندگی مشترک یهودیان تقریباً غیرممکن بود. انزوا و نبود مرکز مذهبی و معنوی منجر به زوال دانش یهودیان شد.

### فتح گرجستان به دست امپراتوری روسیه

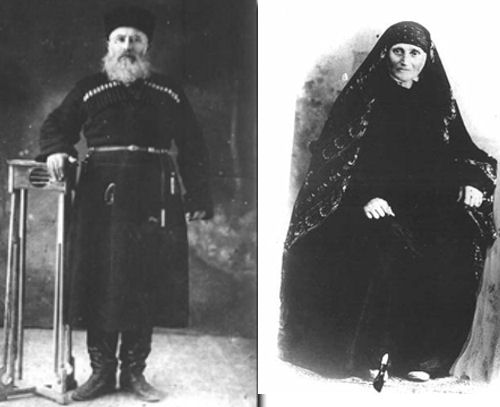
یهودیان گرجستانی تفلیس احتمالاً در حدود سال ۱۹۰۰.

در سال ۱۸۰۱، امپراتوری روسیه گرجستان شرقی را فتح کرد. رعیت پادشاه به رعیت خزانه داری تبدیل شدند و موظف به پرداخت مالیات به تزار بودند. در سال ۱۸۳۵، ۱۳۶۳ یهودی با ۱۱۳ کارائیت در شهر کوتایس (کوتایسی) و اطراف آن زندگی می‌کردند: ۱۰۴۰ نفر در گوری، ۶۲۳ نفر در آخلسیخه و ۶۱ نفر در تفلیس (تفلیس). کل جمعیت یهودیان گرجستان و منطقه آن سوی قفقاز ۱۲۲۳۴ نفر بوده است.
در سالهای۱۸۶۳–۱۸۷۱، مقامات روسی رعیت‌داری را منسوخ کردند و رعیت‌های پیشین یهودی به شهرها و روستاهایی مهاجرت کردند که یهودیان آزاد از پیش در آنجا زندگی می‌کردند. سرانجام یهودیان گرجستان شروع به توسعه جوامع یهودی کردند. هر گروه با هم به همان شهرها نقل مکان کردند و کنیسه‌های خود را تأسیس کردند. آنها معمولاً از تعدادی گروه خانواده گسترده تشکیل شده‌اند که در سه یا چهار نسل وجود دارند. هر جامعه ای دارای یک گبائی بود که به عنوان خاخام، شوئمت، موهل و چدر فعالیت می‌کرد و امور مذهبی و اشتراکی را نظارت می‌کرد. این جوامع کوچک به محله یهودیان در شهرهای خاص خود تبدیل شدند.
در آغاز قرن نوزدهم، یهودیان روسی اشکنازی مجبور شدند توسط دولت روسیه به گرجستان نقل مکان کنند. یهودیان اشکنازی و یهودیان گرجی شروع به برقراری ارتباط با یکدیگر کردند، اما روابط متشنج شد. یهودیان گرجستان اشکنازی‌ها را بی خدا و لائیک می دیدند، در حالی که اشکنازی‌ها یهودیان گرجستان را تحقیر می‌کردند.

### یهودستیزی در دولت تزاری روسیه
سنت رابطه بین یهودیان و سایر گرجی‌ها، به استثنای دولت تزاری، هیچ نشانه ای از یهودستیزی نداشته بود. برای سده‌های متمادی، کلیسا در گرجستان علیه یهودیان تحریک نمی‌کرد، و یهودیان گرجی در زندگی و فرهنگ روستایی این کشور کاملاً مشهود بودند.
در نیمه دوم سده نوزدهم، برخی اقدامات ضدیهودی، که شاید از نفوذ کلیسای ارتدکس روسیه ناشی می‌شود، رخ داد. یهودی‌ستیزی با پایان رعیت و شهرنشینی جمعیت یهود تکمیل شد. همزمان با تبدیل شدن یهودیان به جای دستیابی به میهن، کارگران گرجی شروع به دیدن آنها به عنوان رقبا و تهدیدهای اقتصادی کردند. یهودی‌ستیزی برای سده‌ها در روسیه رایج بود و پس از فتح گرجستان، تحت تأثیر غیر یهودیان در گرجستان نیز قرار گرفت.

### انقلاب و استقلال

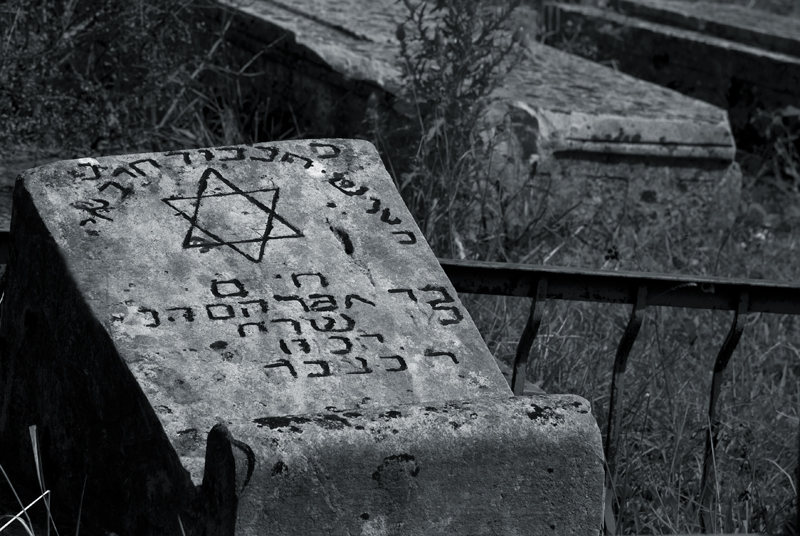
قبرستان قدیمی یهودیان در کوتایسی

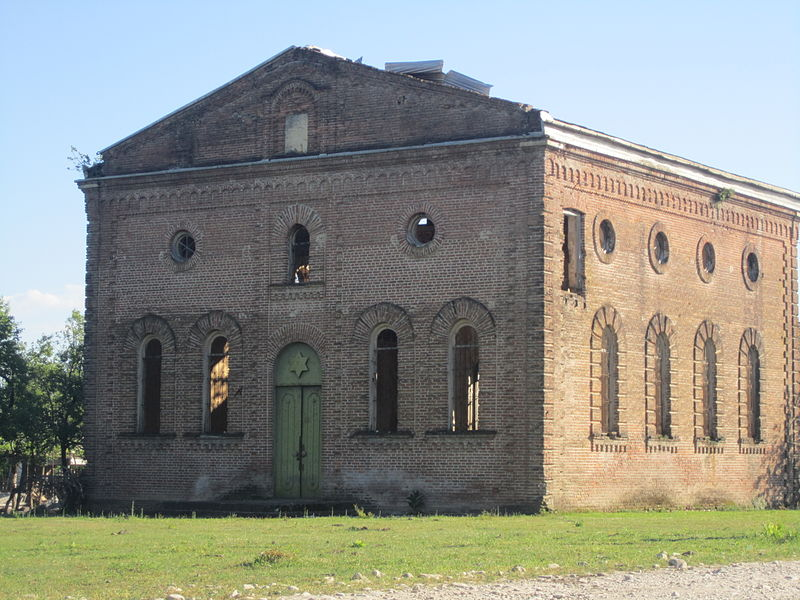
کنیسه قدیمی (سده بیستم) در بندزا، شهرداری مارتولی

پس از انقلاب اکتبر ۱۹۱۷ دولت روسیه تزار را بیرون انداخت و بلشویک‌ها را جایگزین آن کرد، گرجی‌ها خواستار استقلال از اشغالگران خود شدند. در ۲۶ مه ۱۹۱۸، جمهوری گرجستان استقلال خود را اعلام کرد. با استقلال، آزادی بیان، مطبوعات و تشکیلات به‌وجود آمد که وضعیت اقتصادی یهودیان گرجستان را بهبود بخشید. این آزادی تازه کشف شده مدت زیادی دوام نیاورد. ارتش سرخ در فوریه سال ۱۹۲۱ به گرجستان حمله کرد و این امر باعث کوچ گسترده‌ای از منطقه شد. تقریباً ۱٫۵۰۰–۲۰۰۰ یهودی از گرجستان خارج شدند، که ۱۰۰۰ تا ۱۲۰۰ آنها در اسرائیل ساکن شدند. بقیه عمدتاً به استانبول، جایی که یک جامعه یهودی گرجی از دهه ۱۸۸۰ وجود داشت، فرار کردند.

### استقلال و گرجستان امروز
پس از سقوط اتحاد جماهیر شوروی، گرجستان استقلال خود را در سال ۱۹۹۱ اعلام کرد. از زمان استقلال، این کشور با درگیری مداوم نظامی روبرو بود و منطقه را در یک تلاطم سیاسی و اقتصادی قرار داد.
اوضاع جامعه یهودیان گرجستان به دلیل پایان اشغال شوروی به طرز چشمگیری بهبود یافت. در سال ۱۹۹۴، رئیس‌جمهور شواردنادزه فرمانی برای حفاظت از آثار مذهبی، فرهنگی و تاریخی یهودی صادر کرد. بعلاوه، یهودیان گرجستان علی‌رغم ظلمهایی که در زمان شوروی با آن روبرو بودند، با موفقیت هویت و سنتهای یهودی خود را حفظ کردند. ازدواج داخلی میان جامعه یهودیان همیشه کم بوده است و اطلاعات و دانش یهودیان پس از این فرمان، به شدت رشد کرد.
در ژانویه ۲۰۰۱، در اولین قدم به سوی برقراری روابط، کلیسای ارتدکس گرجستان و جامعه یهودیان گرجستان توافق‌نامه همکاری احترام و پشتیبانی مشترک را امضا کردند. روابط گرجستان و اسرائیل گرم است. سفارت اسرائیل در تفلیس واقع شده و به ارمنستان نیز خدمات می‌دهد. سفارت گرجستان در تل آویو است. اسرائیل چندین بار کمک‌های بشردوستانه به گرجستان ارائه کرده است، از جمله کمک به خشکسالی و کمک به قربانیان زلزله.
در نتیجه جنگ اوستیای جنوبی ۲۰۰۸، حدود ۲۰۰ یهودی گرجی با کمک آژانس یهودی به اسرائیل مهاجرت کردند. در طی آن جنگ، محله یهودیان تسخینوالی در طول جنگ تسخینوالی تخریب شد.

### جمعیت‌شناسی
طبق سرشماری امپراتوری روسیه در سال ۱۸۹۷، ۱۲۱۹۴ نفر که زبان مادری آنها «یهودی» بود در دو استان که عمدتاً گرجستان امروزی را پوشش می‌دهد وجود داشت: استان تفلیس (۵۱۸۸) و استان کوتایس (۷٬۰۰۶). ۳٬۴۱۹ یهودی در شهر کوتایسی (۱۰٫۵٪ از جمعیت)، ۲۹۳۵ در تفلیس، ۱۰۶۴ در باتومی وجود داشت.
جمعیت گرجستان بین سالهای ۱۹۲۶ و ۱۹۷۰ تقریباً دو برابر شد، سپس شروع به کاهش کرد، با کاهش چشمگیر در دهه ۱۹۷۰ و ۱۹۹۰، زمانی که بسیاری از یهودیان گرجستان آنجا را ترک کردند و به کشورهای دیگر، به ویژه اسرائیل نقل مکان کردند.

## زبان
زبان سنتی یهودیان گرجی یهودی-گرجی است، گونه ای از گرجی، که با تعداد زیادی وام‌واژه عبری تکلم می‌شود و با استفاده از الفبای گرجی یا الفبای عبری نوشته می‌شود. یهودیان گرجی علاوه بر صحبت به زبان یهودی-گرجی، به زبان‌های مردمان اطراف خود صحبت می‌کنند. در گرجستان، اینها شامل گرجی و روسی است. در بلژیک، هلندی؛ در ایالات متحده و کانادا انگلیسی؛ و در اسرائیل، عبری.